# Bione
Bione is een gemeente in de Italiaanse provincie Brescia (regio Lombardije) en telt 1445 inwoners (31-12-2004). De oppervlakte bedraagt 17,6 km², de bevolkingsdichtheid is 82 inwoners per km².
De volgende frazioni maken deel uit van de gemeente: Pieve, S.Faustino.

## Demografie
Bione telt ongeveer 577 huishoudens. Het aantal inwoners steeg in de periode 1991-2001 met 6,7% volgens cijfers uit de tienjaarlijkse volkstellingen van ISTAT.
| Jaar | Inwoneraantal |
| ---- | ------------- |
| 1991 | 1299          |
| 2001 | 1386          |

## Geografie
De gemeente ligt op ongeveer 600 m boven zeeniveau.
Bione grenst aan de volgende gemeenten: Agnosine, Casto, Lumezzane, Preseglie, Vestone.